# Champ de dispersion

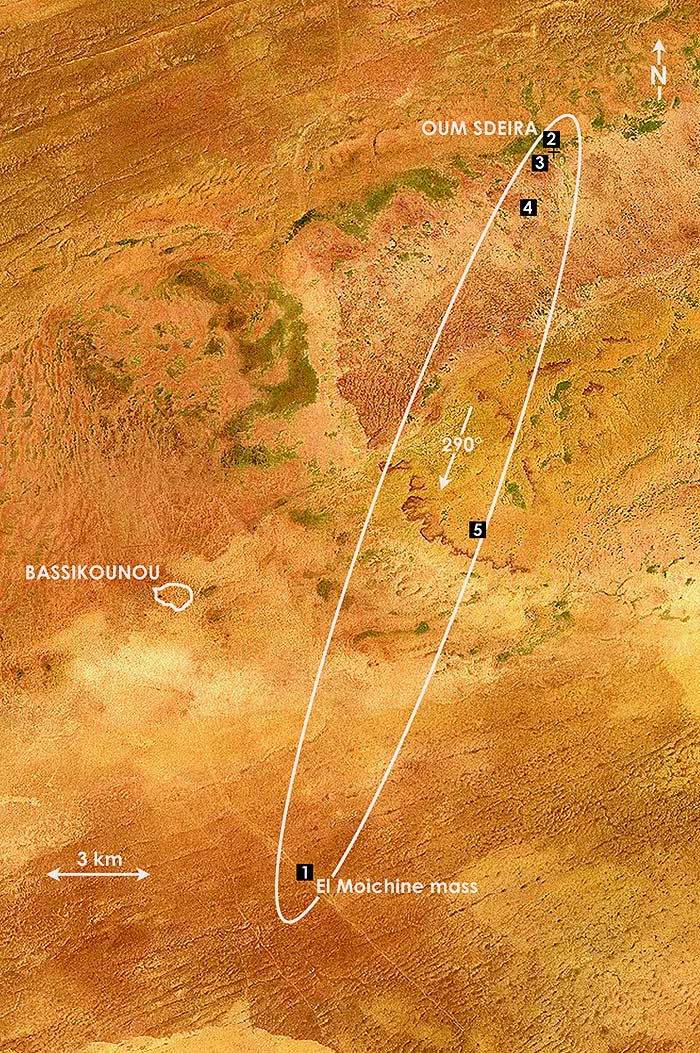
Exemple de champ de dispersion d'une météorite : distribution elliptique de la météorite de Bassikounou.

Le champ de dispersion, appelé aussi champ d'éparpillement ou champ de distribution, est la zone où sont trouvées les tectites ou les fragments de météorite provenant de l'impact avec le sol d'un météoroïde.

## Formation
Le champ de dispersion traduit la réaction du météoroïde lors de son contact avec l'atmosphère et ensuite éventuellement avec le sol terrestre : 
- le météoroïde peut subir une fragmentation en plein ciel. Quand un météoroïde volumineux pénètre dans l'atmosphère, le choc thermique provoque souvent sa fragmentation en plusieurs morceaux avant de toucher le sol. Cette explosion en plein air provoque la dispersion des fragments (météorites) sur une vaste zone de forme elliptique, dont le grand axe est aligné sur la trajectoire. Lorsque plusieurs explosions se produisent, le matériau peut être trouvé dans plusieurs ellipses qui se chevauchent ;
- une fragmentation d'impact au niveau du sol est possible quand la fragmentation en plein ciel n'a pas détruit le météoroïde. La dislocation au contact du sol forme un champ de dispersion qui peut prendre des formes variées, mais généralement circulaires (par exemple le Meteor Crater).

## Distribution des fragments

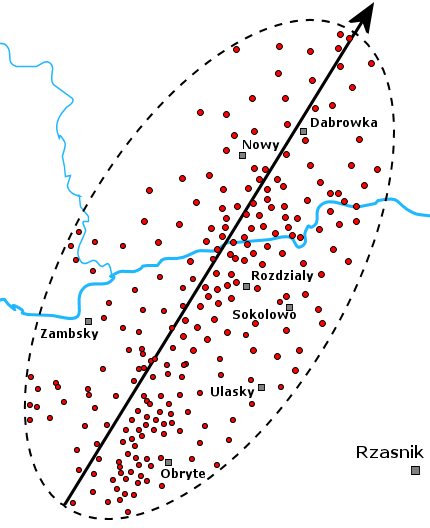
Distribution des fragments de la météorite de Pultusk.

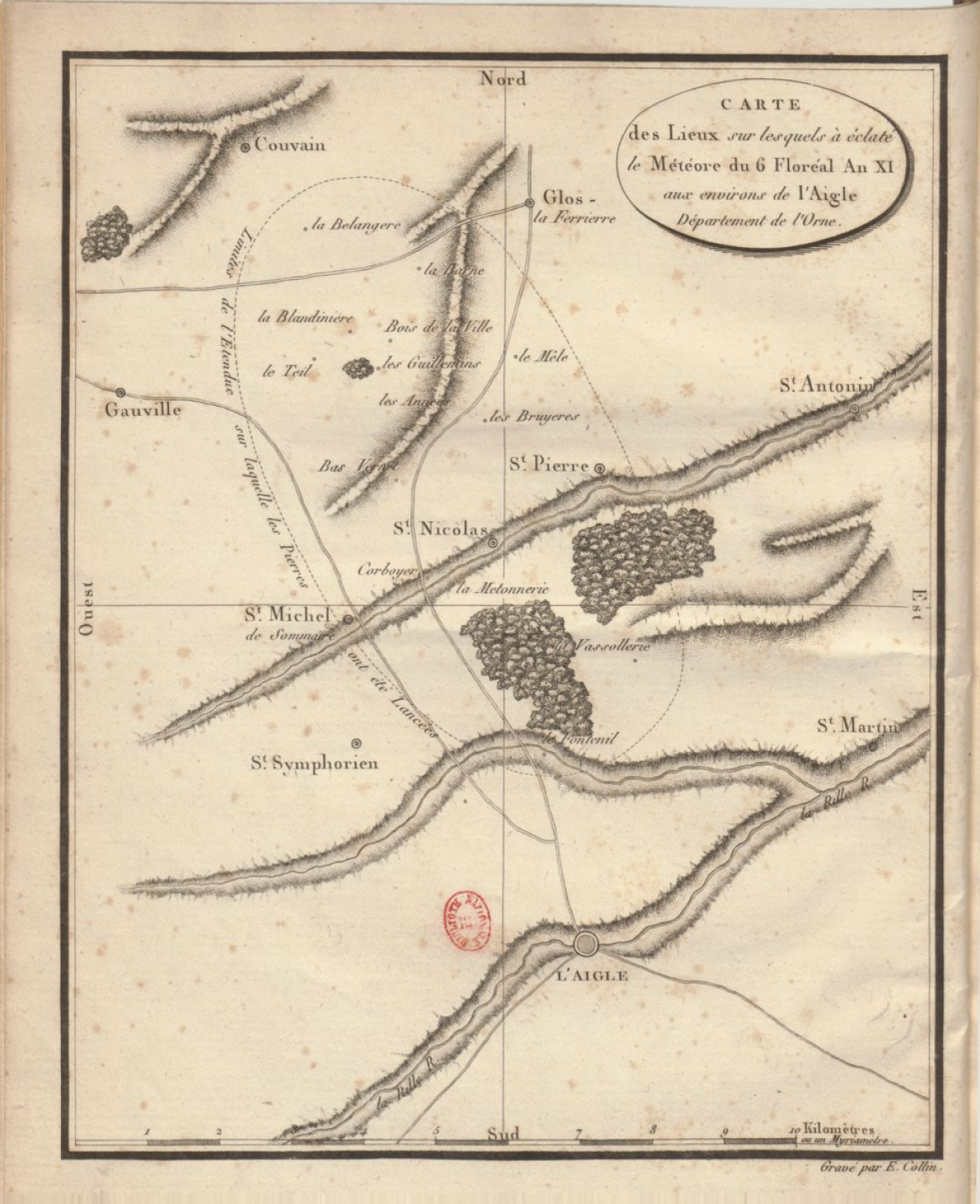
Carte indiquant, par une ellipse, la zone où des débris de la météorite de L'Aigle sont tombés, le 7 messidor an XI, soit le 26 avril 1803.

Dans le cas d'une fragmentation en plein ciel, les fragments les plus petits se déposent dans l'une des têtes de l'ellipse (la résistance de l'air diminuant leur vitesse horizontale plus rapidement), les fragments les plus volumineux, beaucoup moins freinés par le résistance de l'air, continuent leur route et se retrouvent sur l'autre tête de l'ellipse. L'observation du champ de dispersion, l'analyse de la dispersion des fragments et leur distribution en taille permettent d'estimer la direction et l'angle d'entrée dans l'atmosphère du météoroïde.